# Saint-Germain-Lespinasse
Saint-Germain-Lespinasse là một xã trong tỉnh Loire miền trung nước Pháp.